# Eudynamys
Eudynamys é um gênero de aves da família Cuculidae.
As seguintes espécies são reconhecidas:
- Eudynamys scolopaceus (Linnaeus, 1758)
- Eudynamys melanorhynchus Müller, S, 1843
- Eudynamys orientalis (Linnaeus, 1766)